# Plesionika poupini
Plesionika poupini is een garnalensoort uit de familie van de Pandalidae. De wetenschappelijke naam van de soort is voor het eerst geldig gepubliceerd in 1997 door Chan & Crosnier.